# Clausicella melitarae
Clausicella melitarae är en tvåvingeart som först beskrevs av Henry Jonathan Reinhard 1946.  Clausicella melitarae ingår i släktet Clausicella och familjen parasitflugor.
Artens utbredningsområde är Kalifornien. Inga underarter finns listade i Catalogue of Life.